# 아림국
아림국(兒林國)은 고대 한반도에 존재했던 국가로 마한 54개국 가운데 하나이자 부락사회국가이다. 이 지역은 백제의 설림현, 현재의 충남지역의 서남쪽 맨 끝자락인 서천이 자리잡힌 곳이다. 마한의 연맹체의 일원으로 결속관계를 성립, 3세기 이후까지 개별적으로 성장하여 오다가 백제에 귀속되었다. 서천에 처음 행정제도가 등장한 것도 이 삼한시대의 마한에서 비롯된 것이다.